# Richard Lang
Richard Lang (Sydney, 23 de fevereiro de 1989) é um ciclista profissional australiano.
Depois de destacar na modalidade de pista com várias medalhas em campeonatos nacionais em 2008 e 2009 passou ao profissionalismo em estrada no final do mês de agosto de 2009 com a equipa australiano do Team Budget Forklifts. Poucos meses depois, face à temporada de 2010, alinhou pelo Team Jayco onde em 2011 se fez com o 2011 depois de fazer com o Campeonato de Oceania em Estrada.

## Palmarés

### Pista
- 2008 (como amador)[3]
  - 2.º no Campeonato da Austrália Perseguição por Equipas (fazendo equipa com Jackson-Leigh Rathbone, Robert Lyte e Dale Scarfe)

- 2009 (como amador)[3]
  - 2.º no Campeonato da Austrália Madison 
  - 3.º no Campeonato da Austrália Scratch 
  - Campeonato da Austrália Onmium

- 2010
  - 3.º no Campeonato da Austrália Perseguição por Equipas (fazendo equipa com Alex Carver, Benjamin Harvey e Scott Law)

### Estrada
- 2011
- Campeonato Oceânico em Estrada sub-23
- Troféu Banca Popular de Vicenza
- UCI Oceania Tour

## Equipas
- Team Budget Forklifts (2009)[4]
- Team Jayco (2010-2011)
  - Team Jayco-AIS (2010)
  - Team Jayco-Skins (2011)
- Rapha Condor-Sharp (2012)
- Team Raleigh (2013)
- Condor JLT (2014-2015)
  - Rapha Condor JLT (2014)
  - Condor JLT (2015)